# Секшн (Алабама)
Секшн (англ. Section) — місто (англ. town) в США, в окрузі Джексон штату Алабама. Населення — 756 осіб (2020).

## Географія
Секшн розташований за координатами 34°34′54″ пн. ш. 85°59′6″ зх. д. / 34.58167° пн. ш. 85.98500° зх. д. (34.581644, -85.984942).  За даними Бюро перепису населення США в 2010 році місто мало площу 11,84 км², уся площа — суходіл.

## Демографія
Згідно з переписом 2010 року, у місті мешкало 770 осіб у 313 домогосподарствах у складі 207 родин. Густота населення становила 65 осіб/км².  Було 361 помешкання (30/км²).
Расовий склад населення:
| - 95,5 % — білих - 1,6 % — корінних американців - 0,6 % — азіатів |

До двох чи більше рас належало 1,9 %. Частка іспаномовних становила 0,9 % від усіх жителів.
За віковим діапазоном населення розподілялося таким чином: 24,2 % — особи молодші 18 років, 59,0 % — особи у віці 18—64 років, 16,8 % — особи у віці 65 років та старші. Медіана віку мешканця становила 40,7 року. На 100 осіб жіночої статі у місті припадало 92,5 чоловіків;  на 100 жінок у віці від 18 років та старших — 94,0 чоловіків також старших 18 років.
Середній дохід на одне домашнє господарство  становив 41 901 долар США (медіана — 30 278), а середній дохід на одну сім'ю — 52 996 доларів (медіана — 41 250). Медіана доходів становила 31 202 долари для чоловіків та 33 229 доларів для жінок. За межею бідності перебувало 25,9 % осіб, у тому числі 45,2 % дітей у віці до 18 років та 12,8 % осіб у віці 65 років та старших.
Цивільне працевлаштоване населення становило 308 осіб. Основні галузі зайнятості: виробництво — 22,4 %, освіта, охорона здоров'я та соціальна допомога — 16,6 %, роздрібна торгівля — 14,9 %.